# Walter Herrmann (Kriminologe)
Walter Herrmann (* 27. März 1896 in Potsdam; † 25. Februar 1972 in Göttingen) war ein Kriminologe, Sozialpädagoge und Reformer in der Fürsorgeerziehung und im Strafvollzug.

## Biografie und Bedeutung
Walter Herrmann studierte in Berlin und Hamburg Volkswirtschaft, Kriminologie, Pädagogik und Psychologie. Bereits während seines Studiums hatte er mehrfach in der Jugendfürsorge und in der Heimerziehung gearbeitet, u. a. im Jugendamt und in der „Sozialen Arbeitsgemeinschaft Berlin-Ost“ von Friedrich Siegmund-Schultze und im Berliner Erziehungsheim „Lindenhof“ von Karl Wilker. Bekannt wurde er durch seine Tätigkeit im Hamburgischen Jugendgefängnis Hahnöfersand, wo er 1921/22 zusammen mit Curt Bondy den ersten deutschen Versuch unternahm, das Erziehungsprinzip im Jugendstrafvollzug systematisch anzuwenden. Seine Dissertation von 1923 bei dem Kriminologen Moritz Liepmann in Hamburg beschreibt die ersten 9 Monate dieses Experiments, das zu den „geradezu kanonisierten Einrichtungen“ in der Geschichte der Sozialpädagogik gehört, einen Markstein in der Entwicklung des Jugendstrafvollzugs darstellt und auch den Erwachsenstrafvollzug beeinflusste.
Nach weiteren Studien bei Herman Nohl an der Georg-August-Universität Göttingen baute er ab 1926 im Auftrag des Landes Thüringen mit einem Stab junger Erzieher und Praktiker das Fürsorgeerziehungsheim Egendorf bei Blankenhain auf. Das Heim und sein Leiter wurden rasch zu einem Zentrum der Sozialpädagogischen Bewegung der Weimarer Republik, für deren reformpädagogische Ziele er sich in Schriften, Vorträgen und organisatorischen Tätigkeiten engagierte.
1933 wurde die Reformanstalt Egendorf durch die nationalsozialistische Regierung Thüringens aufgelöst und Walter Herrmann wegen der von ihm praktizierten Erziehungsprinzipien wie wegen der nichtarischen Herkunft seiner Ehefrau Dr. Gertrud Herrmann, geb. Ehrenberg, zwangspensioniert. Er war nun gezwungen, sich und seine Familie durch kleinere Beschäftigungen zu erhalten. Walter Herrmann war als Werklehrer in Berlin tätig und in untergeordneter Funktion bei der Deutschen Arbeitsfront. 1937 wechselte er für ein geringes Gehalt in das Ev. Jugend- und Wohlfahrtsamt Bielefeld des diakonischen Unternehmers Karl Pawlowski. Dort war er in Auseinandersetzungen mit der Nationalsozialistischen Volkswohlfahrt (NSV) verwickelt. 1942 wurde durch eine Fürsorgerin, die NSDAP-Mitglied war, die „nicht-arische“ Abstammung seiner Ehefrau publik gemacht und er musste erneut seine Stelle verlassen. Danach konnte er als Gewerbelehrer in einem Betrieb der Ravensberger Leinenindustrie arbeiten, dessen Inhaber, Dr. iur. Friedrich Meyer zu Schwabedissen, ihn und seine Familie für einen Neuanfang nach Kriegsende unterstützte.
Im August 1945 wurde er mit Zustimmung der britischen Militärregierung zum Leiter des Straf- und Jugendstrafgefängnisses Wolfenbüttel ernannt, wo er mit einem Team engagierter Mitarbeiter wichtige Ansätze zu einem Erziehungsstrafvollzug umsetzte und eine Schule für Strafvollzugsbeamte aufbaute und leitete. 1954 erhielt er den Titel eines Honorarprofessors und einen Lehrauftrag für Sozialpädagogik an der Universität Göttingen. Nach seiner Pensionierung 1958 in Göttingen wohnhaft, widmete er sich verstärkt der Aufgabe, Studierenden der Pädagogik einen Einblick in die Möglichkeiten und Schwierigkeiten sozialpädagogischer Praxis zu vermitteln. In dieser Zeit wurde er vielfach als Sachverständiger herangezogen, u. a. zu den Beratungen der ab 1954 vom Bundesministerium für Justiz eingesetzten Großen Strafrechtskommission. Zusammen mit
Wilker und Bondy gilt Walter Herrmann als „Vorkämpfer für die Erneuerung der Fürsorgeerziehung und die Pädagogisierung des Jugendstrafvollzugs“.

## Schriften (Auswahl)
- Das Hamburgische Jugendgefängnis Hahnöfersand. Ein Bericht über Erziehungsarbeit im Strafvollzug (Einleitung Prof. Dr. M. Liepmann), Hamburg 1923. 2. Auflage Mannheim 1926. Neuausgabe mit einem Vorwort von Klaus Eyferth und einem Nachtrag von Jörg Ziegenspeck, Lüneburg 1997 (Schriften-Studien-Dokumente zur Erlebspädagogik Bd. 18), S. VI–XI
- Die Erziehung jugendlicher Krimineller, Sonderdruck aus: Bericht über den II. Kongreß für Heilpädagogik in München 27.7. – 1.8.1924, Berlin 1924
- Probleme der Fürsorgeerziehung, in: Die Erziehung, 1. Jahrgang, Leipzig 1926, Wiederabdruck in: Simonsohn (Hrsg.), (s. u.), S. 15–20
- Zur Frage des Kulturniveaus der Anstalten, in: Die Erziehung, 2. Jahrgang 1927, Wiederabdruck in: Simonsohn (Hrsg.), (s. u.), S. 20–26
- Zur Kritik an der Fürsorgeerziehung, in: Die Erziehung, 4. Jahrgang 1929. Wiederabdruck in: Simonsohn (Hrsg.), (s. u.), S. 46–57
- Ist Methodenwechsel in der Fürsorgeerziehung nötig?, in: Die Erziehung, 7. Jahrgang, Heft 7, Leipzig 1932
- Zur Einordnung der Heimerziehung, in: Zentralblatt für Jugendrecht und Jugendwohlfahrt, Jan/Febr. 1934, Berlin 1934
- Zur Frage der Jugendarbeit, in: Die Sammlung, 1. Jahrgang, 7. Heft, April 1946, Göttingen 1946
- Die Anfänge des Jugendstrafvollzugs in Wolfenbüttel (zusammen mit Wilhelm Mollenhauer), in: Die Sammlung, Heft 7, 1948, Göttingen 1948
- Über den modernen Strafvollzug als erwachsenenbildnerische Aufgabe, in: Freie Volksbildung, Heft 4/1949, München 1949
- Die Arbeit im heutigen Strafvollzug, in: Die Sammlung, 4. Jahrgang, 6. Heft, Juni 1949, Göttingen 1949
- Kunstausstellungen im Gefängnis, in: Die Sammlung, 7. Jahrgang, 10. Heft, Oktober 1952, Göttingen 1952
- Menschen hinter Gittern, Fragen des Strafvollzugs im Zusammenhang mit der Strafrechtsreform, in: Die Gegenwart, 13. Jahrgang, Nr. 323, Frankfurt am Main 1958.
- Probleme des heutigen Strafvollzugs, Vortrag im Bundeskriminalamt Wiesbaden am 6.11.1958 (Sonderdruck ohne weitere Angaben)
- Der jugendliche Rechtsbrecher und seine Behandlung, in: Recht der Jugend, 8. Jahrgang, Heft 19/20, Berlin-Spandau 1960 (Schriftenreihe des Fliedner-Vereins Rockenberg Nr. 23, November 1960)
- Der Erzieher in der Jugendstrafanstalt, in: Recht der Jugend, 9. Jahrgang, Heft 12, Berlin-Spandau 1961 (Schriftenreihe des Fliedner-Vereins Rockenberg Nr. 25, Juni 1961)
- Probleme der Erwachsenenbildung im Strafvollzug, in: Theodor Württemberger (Hrsg.), Kriminologie und Vollzug der Freiheitsstrafe, Stuttgart 1961
- Anregungen für einen Beitrag der Kriminalpsychologie zur Strafrechtsreform, in: F. Hardesty und K.Eyferth, Forderungen an die Psychologie, Bern/Stuttgart 1965; auch in: Monatsschrift für Kriminologie und Strafrechtsreform, 49. Jahrg. Heft 1, Köln 1966
- Freizeit und Bildung im Strafvollzug, in: Dietrich Rollmann (Hrsg.), Strafvollzug in Deutschland. Situation und Reform (Fischer-Bücherei, 841), Frankfurt/M. 1967
- Erziehung im Jugendstrafvollzug, in: Friedrich Schaffstein, Olaf Miehe (Hrsg.), Wege und Aufgabe des Jugendstrafrechts, Darmstadt 1968 (Wege der Forschung 116)

## Sekundärliteratur
- Klaus Eyferth: Ordnung und radikale Reform. Walter Herrmanns Prinzipien im Jugendstrafvollzug, in: Das Hamburgische Jugendgefängnis Hahnöfersand. Ein Bericht über Erziehungsarbeit im Strafvollzug. Neuausgabe Lüneburg 1997 (Schriften-Studien-Dokumente zur Erlebspädagogik Bd. 18)
- Christine Dörner: Erziehung durch Strafe. Die Geschichte des Jugendstrafvollzugs von 1871-1945. Weinheim und München 1991
- Gertrud Herrmann: Die sozialpädagogische Bewegung der 20er Jahre. Weinheim 1956
- Walter Herrmann: Kurzer Lebensabriß, an die Philosophische Fakultät der Georg-August-Universität Göttingen, 10.2.1954 (Personalakte Walter Herrmann, Universitätsarchiv Göttingen)
- Elisabeth Siegel: Erinnerungen an Walter Herrmann, in: Unsere Jugend, 24. Jahrgang, Heft 9, München 1972
- Hanno Poppe: Professor Dr. Walter Herrmann. Nachruf des Rektors der Georg-August-Universität Göttingen, September 1972 (Personalakte Walter Herrmann, Universitätsarchiv Göttingen)
- Wolfgang Scheibe, Die reformpädagogische Bewegung 1900–1932. Eine einführende Darstellung. 10. Auflage Weinheim und Basel 1994
- Norbert Schwarte: Sozialpädagogische Bewegung. In: Diethart Kerbs, Jürgen Reulecke (Hrsg.), Handbuch der deutschen Reformbewegungen 1880–1933. Wuppertal 1998. S. 333 ff.
- Berthold Simonsohn (Hrsg.): Fürsorgeerziehung und Jugendstrafvollzug. Bad Heilbronn/Obb. 1969 (Klinkhardts pädagogische Quellentexte)
- Erich Weniger: Gutachten [zur Berufung zum Honorarprofessor] über Herrn Oberregierungsrat Dr. Walter Herrmann, Direktor der Strafanstalt Wolfenbüttel, 6.7.1954 (Universitätsarchiv Göttingen)